# 空飛ぶグータン〜自分探しバラエティ〜
『空飛ぶグータン〜自分探しバラエティ〜』（そらとぶグータン じぶんさがしバラエティ）は、2005年4月13日から2006年3月22日まで、毎週水曜日23:00 - 23:30（JST）に、関西テレビの制作によりフジテレビ系列で放送されていたトークバラエティ番組。2005年3月26日まで土曜23時枠に放送されていた『グータン〜自分探しバラエティ〜』の後身番組。
2006年4月12日より、タイトルを『グータンヌーボ』と改めリニューアルした。

## 概要
2004年4月3日から2005年3月26日まで土曜23時枠に放送されていた『グータン〜自分探しバラエティ〜』をリニューアルした番組で、放送時間が水曜23時枠に移動、提供も『グータン』時代から一社提供していた大手総合化学メーカー・TEIJINを筆頭とした複数社提供に変わった。月 - 木曜23時枠のバラパラ枠ではこれまでフジテレビ制作の番組のみが放送されていたが、当番組では初めて関西テレビ制作の番組が放送されることになった。
番組当初は女性ファッション誌の編集員である篠原涼子と優香とホリが、編集長の我修院達也の指令で毎週ゲストとさまざまなかたちで自分探しをするバラエティ番組であった。
しかし、2005年7月からは、「自分探しパーティー」という企画が中心になり、篠原と優香が毎週交代で女性ゲスト2人と3時間に及ぶテレビカメラの存在を忘れたパーティー（遊び）を行い、その模様（女の生態）を断続的に放送するという企画になった。
2005年12月14日の放送回では、篠原が市村正親と結婚したため、優香がインタビュアーに扮して番組で独占取材を行った。
2006年1月4日の放送で番組初のスペシャルとして、「空飛ぶグータンお正月スペシャル」が放送された。
2006年4月12日より、タイトルを『グータンヌーボ』と改めリニューアルした。優香は続投するが篠原涼子は降板し、新たに江角マキコと内田恭子がメンバーに加わり、ナレーターも立木文彦から佐藤政道に変わった。

## 出演者

### MC
- 篠原涼子
- 優香

## コーナー
ナルシストBINGO
篠原、優香、ゲストが9つの升目に自分の長所や休日の過ごし方などを書き、会場に集まった50人の男性の内の一人を指名し、その男性が答えた印象と自分が書いたものと一致させてビンゴゲームを行う。その中でゲストで来た釈由美子が最初に指名した男性に冷たそうと言われ泣き出してしまうというハプニングが起きた。また篠原も指名した男性のフリップに「毛深そう」（おそらく陰毛のことだろう）と書いてあり当時未婚であるにもかかわらず恥ずかしがりながらも「毛は薄い方です」と暴露している。
岡持ちさんいらっしゃーい!!
篠原、優香、ゲストがそれぞれ出前を注文し、注文した料理を届けに来た岡持ちさんが出題されたクイズ（クイズ$ミリオネア形式）に正解すれば注文した人は食べられる。逆に不正解だと料理は食べられず、その上代金を支払わなければならない。長州小力らのお笑い芸人の家で行われ、不正解して食べられなかった料理は彼らに食べられる。ちなみに優香は領収書を貰う際に本名の「岡部広子」で領収書を貰っていた。

## 自分探しパーティー
普通のテレビ番組では見られない、できるだけ芸能人の素に近い状態を見せるのが目的で、できる限り近くに番組スタッフがいない状態でロケをする事により、普段ではなかなか聞けないプライベートの話や、仕草を見ることが出来るコーナーである。特徴として食事場所を決める時間が遅く、場所決めの時間が記録されている。

優香がロケの本番中にリムジンの中で睡眠をとったり、篠原が居酒屋で酔っ払っている様子なども放送された。とりわけ篠原は大阪は南にあるといった趣旨の発言をするなどの天然ぶりを見せつける。

そしてスタジオゲスト（アナライザー）として、男性ゲストを1人呼び男性の視点から、女性の行動を分析する企画である。スタジオゲストはお笑い芸人が多い。

最後の放送日でグータンを含む2年間を振り返り、この番組を卒業する篠原涼子について、「篠原涼子とはまっすぐな自然体」という結論が出された。

## 放送日・ゲスト
| 回 | 放送日         | ゲスト                                                  |
| -- | -------------- | ------------------------------------------------------- |
| 01 | 2005年04月13日 | 釈由美子                                                |
| 02 | 2005年04月20日 | リチャード・ギア                                        |
| 03 | 2005年04月27日 | 菊川怜                                                  |
| 04 | 2005年05月04日 | ユースケ・サンタマリア、鈴木拓（ドランクドラゴン）      |
| 05 | 2005年05月11日 | インリン・オブ・ジョイトイ                              |
| 06 | 2005年05月18日 | 川島なお美                                              |
| 07 | 2005年05月25日 | 森泉                                                    |
| 08 | 2005年06月01日 | 竹原慎二、レッド吉田（TIM）、鈴木拓（ドランクドラゴン） |
| 09 | 2005年06月08日 | 柴田倫世、光浦靖子（オアシズ）                          |
| 10 | 2005年06月15日 | 川島なお美                                              |
| 11 | 2005年06月22日 | 山本リンダ                                              |
| 12 | 2005年06月29日 | 美川憲一、小村美貴                                      |

自分探しパーティー実施以降
| 回 | 放送日         | ゲスト                                               | スタジオゲスト（アナライザー） |
| -- | -------------- | ---------------------------------------------------- | ------------------------------ |
| 13 | 2005年07月06日 | 柴田倫世、石川亜沙美、（優香）                       | 塚地武雅（ドランクドラゴン）   |
| 14 | 2005年07月13日 | 増田惠子、西村知美、（篠原涼子）                     | ピーコ                         |
| 15 | 2005年07月20日 | 叶美香、眞鍋かをり、（優香）                         | 叶恭子                         |
| 16 | 2005年07月27日 | 三船美佳、仲根かすみ、（篠原涼子）                   | 矢作兼（おぎやはぎ）           |
| 17 | 2005年08月03日 | 小林幸子、雛形あきこ、（優香）                       | 武田真治                       |
| 18 | 2005年08月10日 | 相田翔子、さとう珠緒、（篠原涼子）                   | 板倉俊之（インパルス）         |
| 19 | 2005年08月17日 | 田中麗奈、木内晶子、（優香）                         | 藤田晋                         |
| 20 | 2005年08月24日 | 未唯、Reina、（篠原涼子）                            | 堤下敦（インパルス）           |
| 21 | 2005年08月31日 | Mie、梨花、（優香）                                  | ふかわりょう                   |
| 21 | 2005年09月07日 | 三浦理恵子、田丸麻紀、（篠原涼子）                   | 松岡充（SOPHIA）               |
| 22 | 2005年09月14日 | 矢口真里、安田美沙子、（優香）                       | 濱口優（よゐこ）               |
| 23 | 2005年09月21日 | 杉本彩、小池栄子、（篠原涼子）                       | 出川哲朗                       |
| 24 | 2005年10月12日 | 観月ありさ、滝沢沙織、（優香）                       | ISSA（DA PUMP）                |
| 25 | 2005年10月19日 | デヴォン青木、根本はるみ、（優香）                   | 保阪尚希                       |
| 26 | 2005年10月26日 | 安達祐実、野波麻帆、（優香）                         | ビビる大木                     |
| 27 | 2005年11月02日 | 渡辺満里奈、ベッキー、（優香）                       | 山本太郎                       |
| 28 | 2005年11月09日 | 華原朋美、森泉、（篠原涼子）                         | 花田勝                         |
| 29 | 2005年11月16日 | 小川範子、辺見えみり、（篠原涼子）                   | 勝村政信                       |
| 30 | 2005年11月23日 | 牧瀬里穂、中井美穂、（優香）                         | NIGO                           |
| 31 | 2005年11月30日 | 大橋マキ、桜井裕美、（篠原涼子）                     | 清春                           |
| 32 | 2005年12月14日 | 城之内早苗、井上和香、（篠原涼子）                   | 東幹久                         |
| 33 | 2005年12月21日 | 上原さくら、和希沙也、（篠原涼子）                   | 堀内健（ネプチューン）         |
| 34 | 2006年01月04日 | 上戸彩、福田沙紀、斎藤洋介、近藤芳正、寺島進、(優香) | 三谷幸喜、藤原紀香             |
| 35 | 2006年01月11日 | 香里奈、大沢あかね、（優香）                         | 小川直也                       |
| 36 | 2006年01月18日 | シンディ・ローパー、杏さゆり、（優香）               | 加藤雅也                       |
| 37 | 2006年01月25日 | 叶恭子、YOU、（篠原涼子）                            | 叶美香                         |
| 38 | 2006年02月01日 | 大黒摩季、小沢真珠、（篠原涼子）                     | オリエンタルラジオ             |
| 39 | 2006年02月08日 | 石原さとみ、紺野まひる、（優香）                     | 大竹一樹（さまぁ〜ず）         |
| 40 | 2006年02月15日 | 古内東子、浅香友紀、（優香）                         | 河本準一（次長課長）           |
| 41 | 2006年02月22日 | 矢沢心、安良城紅、（篠原涼子）                       | 谷原章介                       |
| 42 | 2006年03月08日 | 吉川ひなの、サエコ、（優香）                         | 藤井フミヤ                     |
| 43 | 2006年03月15日 | 秋本祐希、河辺千恵子、（篠原涼子）                   | SAM（TRF）                     |
| 44 | 2006年03月22日 | 島谷ひとみ、小林麻央、（篠原涼子）                   | （篠原涼子）                   |

## スタッフ
- 企画・演出・プロデュース : おちまさと
- ナレーション : 立木文彦
- 構成 : 桜井慎一、町田裕章、松田幸三
- カメラ : 岩田一己
- 音声 : 片山勇
- 映像調整 : 餅原信一郎
- 照明 : 小井手正夫
- 美術プロデューサー : 柴田慎一郎
- 美術デザイン : 別所晃吉
- 美術進行 : 西村貴則
- タイトルCG : 真島理一郎
- 編集 : 黒澤雅之
- MA : 大木久雄
- 音効 : 平澤亜希
- 番組編成 : 植村泰之・西本敦哉(KTV)
- 広報担当 : 金谷卓也(KTV)
- AP（アシスタントプロデューサー） : 平出聡(K-max)
- ディレクター : 加藤雅也(KTV)　／　飯島冬貴、相田貴史、和田英智、鎗野貴生(K-max)
- プロデューサー : 川中康三(KTV)、小西寛(K-max)
- 技術協力 : ニユーテレス、FLT
- 美術協力 : フジアール
- 制作協力 : K-max
- 制作著作 : 関西テレビ